# Guvernul Barbu Știrbey
Guvernul Barbu Știrbei a fost un consiliu de miniștri care a guvernat România doar 16 zile, în perioada 4 - 20 iunie 1927.

## Componență

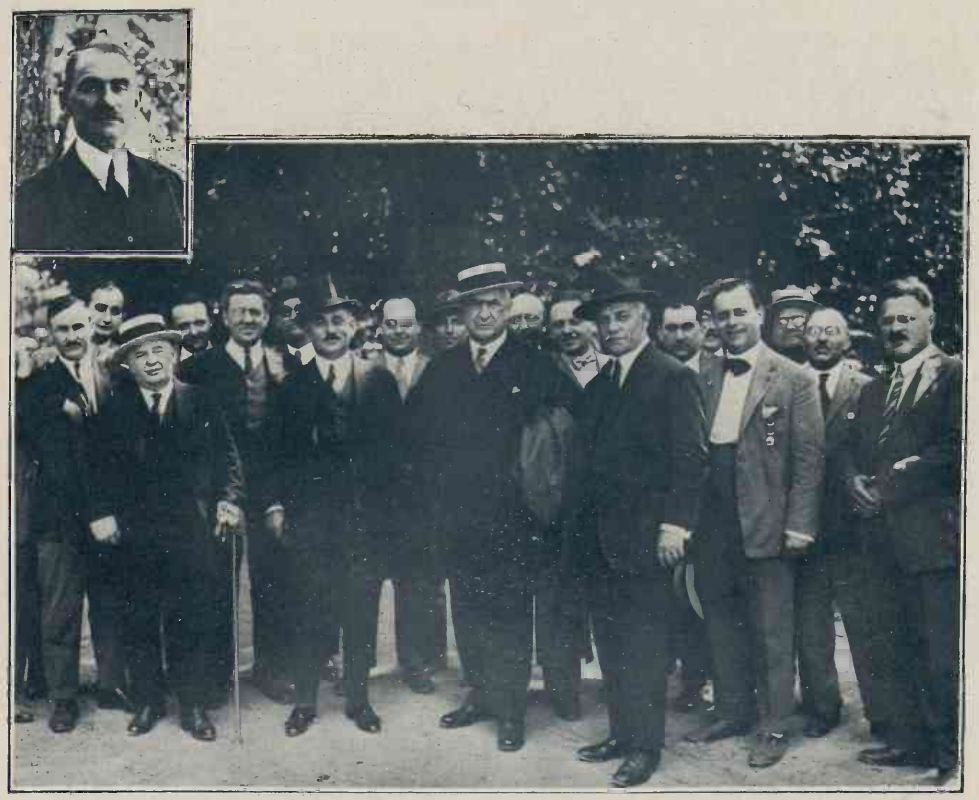
Guvernul condus de Barbu Stirbey la plecarea de la guvernare

- Președintele Consiliului de Miniștri

Barbu A. Știrbey (4 - 20 iunie 1927)
- Ministru de interne

Barbu A. Știrbey (4 - 20 iunie 1927)
- Ministru de externe

ad-int. Barbu A. Știrbey (4 - 20 iunie 1927)
- Ministrul finanțelor

ad-int. Barbu A. Știrbey (4 - 6 iunie 1927)
Mihai Popovici (6 - 20 iunie 1927)
- Ministrul justiției

Stelian Popescu (4 - 20 iunie 1927)
- Ministru de război

General Paul Angelescu (4 - 20 iunie 1927)
- Ministrul agriculturii și domeniilor

Constantin Argetoianu (4 - 20 iunie 1927)
- Ministrul lucrărilor publice

ad-int. Constantin D. Dimitriu (4 - 6 iunie 1927)
Pantelimon Halippa (6 - 20 iunie 1927)
- Ministrul comunicațiilor

Constantin D. Dimitriu (4 - 20 iunie 1927)
- Ministrul industriei și comerțului

Ludovic Mrazec (6 - 20 iunie 1927)
- Ministrul instrucțiunii publice

Nicolae Lupu (4 - 20 iunie 1927)
- Ministrul cultelor și artelor

Alexandru Lapedatu (4 - 20 iunie 1927)
- Ministrul muncii, cooperației și asigurării sociale

ad-int. Alexandru Lapedatu (4 - 6 iunie 1927)
Grigore Iunian (6 - 20 iunie 1927)
- Ministrul sănătății și ocrotirii sociale

ad-int. Nicolae Lupu (4 - 6 iunie 1927)
Ion Inculeț (6 - 20 iunie 1927)

## Sursă
- Stelian Neagoe - "Istoria guvernelor României de la începuturi - 1859 până în zilele noastre - 1995" (Editura Machiavelli, București, 1995)

| Precedat(ă) de: Guvernul Alexandru Averescu (3) | Guvernul Barbu Știrbei 4 - 20 iunie 1927 | Succedat(ă) de: Guvernul Ion I.C. Brătianu (7) |